# Grubbajávrátj
Grubbajávrátj är en sjö i Arjeplogs kommun i Lappland och ingår i Saltelvas huvudavrinningsområde. Sjön har en area på 0,189 kvadratkilometer och ligger 959,9 meter över havet.

## Delavrinningsområde
Grubbajávrátj ingår i det delavrinningsområde (740242-150533) som SMHI kallar för Ovan 740462-150333. Medelhöjden är 908 meter över havet och ytan är 12,28 kvadratkilometer. Det finns inga avrinningsområden uppströms utan avrinningsområdet är högsta punkten. Vattendraget som avvattnar avrinningsområdet har biflödesordning 3, vilket innebär att vattnet flödar genom totalt 3 vattendrag innan det når havet efter 8,9 kilometer. Avrinningsområdet består mestadels av kalfjäll (97 procent). Avrinningsområdet har 0,37 kvadratkilometer vattenytor vilket ger det en sjöprocent på 3 procent.